# Epiphragma insperatum
Epiphragma insperatum là một loài ruồi trong họ Limoniidae. Chúng phân bố ở miền Australasia.